# Vaal Dam
Vaal Dam – zapora wodna zbudowana w 1938 roku na rzece Vaal w Południowej Afryce, 77 km na południe od lotniska O.R Tambo International Airport.
Powstały dzięki zaporze sztuczny zbiornik wodny ma powierzchnię 300 km² i głębokość do 47 metrów. Woda ze zbiornika ma zaspokajać potrzeby ludności i przemysłu rejonu Gauteng.
W pobliżu zapory leży miejscowość Deneysville.